# کارن هاکوبیان
کارن هاکوبی هاکوبیان (ارمنی: Կարեն Հակոբի Հակոբյան; روسی: Карен Акопович Акопян؛ زادهٔ ۱۸ ژانویهٔ ۱۹۹۲) بازیکن فوتبال ارمنی‌تبار اهل روسیه است.

## باشگاهی
از باشگاه‌هایی که در آن بازی کرده‌است می‌توان به باشگاه فوتبال دینامو مسکو و باشگاه فوتبال شیراک اشاره کرد.